# Suzuki DL 1000 V-Strom - Kawasaki 1000 KLV
La 1000 V-Strom est un modèle de motocyclette produit par le constructeur japonais Suzuki. Elle apparaît en 2002, dérivée du SV1000 (roadster), à laquelle elle emprunte bon nombre d'éléments et notamment une base moteur commune. Elle se situe dans la catégorie des trails mais son gabarit, son poids et une garde au sol peu importante, limitent sensiblement son utilisation en tout-terrain et lui donnent plus justement l'appellation de trail-routier. 
Suzuki l'a déclinée en cylindrée moyenne à partir de 2004 en créant la 650 V-Strom, qui reprend l’esthétique générale ainsi que certaines pièces.

## Descriptif

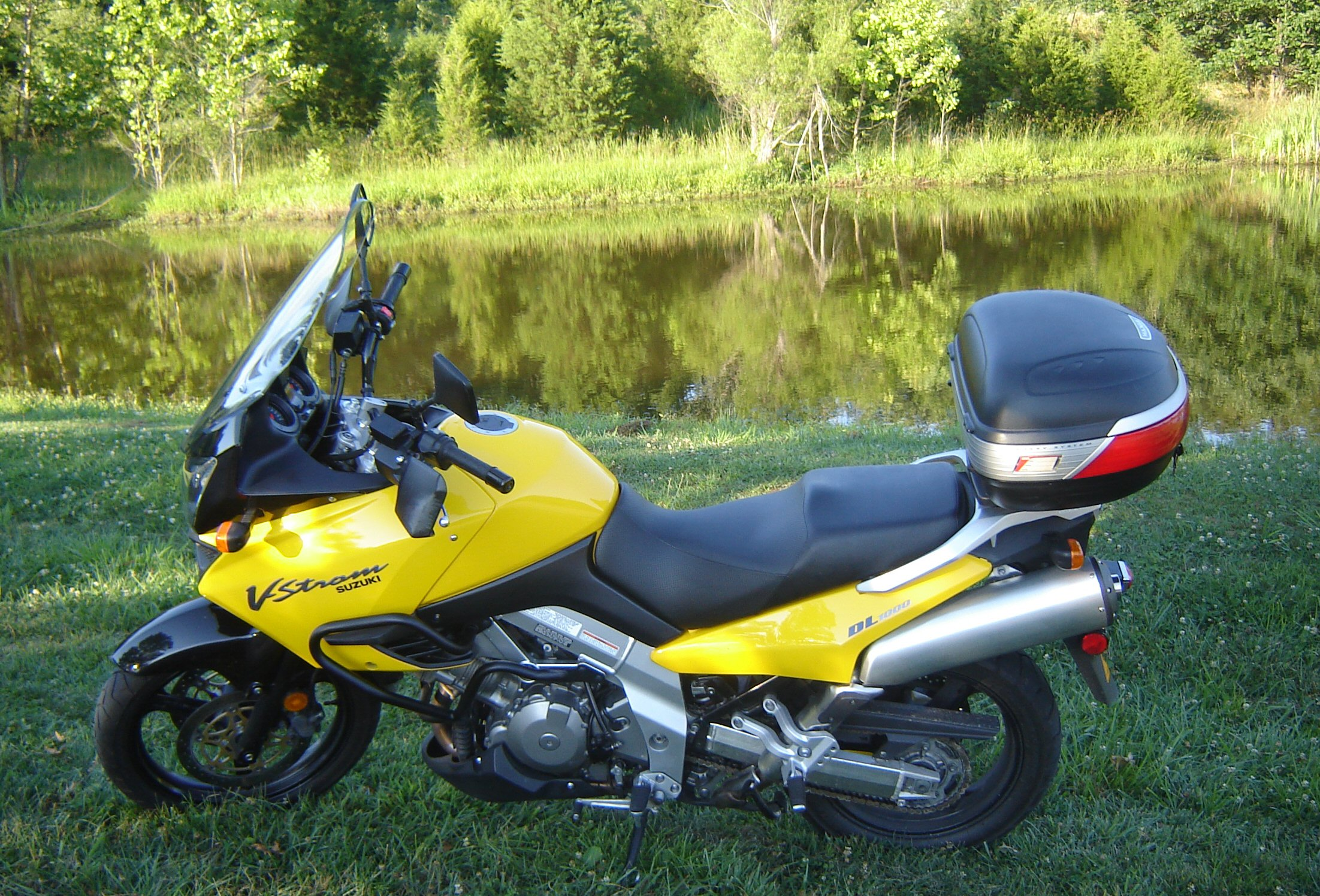
DL 1000 V-Strom 2003

L'instrumentation de bord est somme toute assez complète. Un témoin lumineux vert (sur les modèles 2002-2003) et à cristaux liquides (à partir de 2004), indique le positionnement sur l'overdrive (OD) soit, le dernier rapport. Elle prévient du passage en réserve par une double indication (à 5 litres puis à 3 litres). Elle ne possède pas d'ordinateur de bord. 
D'un premier coup d’œil, son échappement permet de la différencier de la 650 V-Strom puisqu'il se termine par deux pots placés symétriquement à l'arrière en haut.
Le cadre est de type périmétrique avec deux poutres en aluminium.
L'amortisseur est réglable en précontrainte grâce à une molette située à droite du cadre, ainsi qu'en détente à l'aide d'une petite vis en son pied et modifiant ainsi le débit d'huile.
La consommation moyenne se situe entre 5 et 7,5 L/100 permettant une autonomie couramment constatée entre 250 et 380 km.

## Évolutions
- 2004 : Premières transformations notables depuis sa sortie en 2002 : Renforcement  de la cloche d'embrayage qui pouvait donner un très fort cognement et d'énormes vibrations secouant toute la moto (pris en garantie sur les K2 et K3), modification de la fixation du pare-brise (bulle) désormais directement solidaire du cadre (via "l'araignée"), apparition d'un réglage en précontrainte de la fourche, de nouveaux rétroviseurs, de nouveaux clignotants, de nouveaux protège-mains fixés aussi en retour au bout de guidon, un nouveau sabot moteur moins proéminent mais plus enveloppant, le marquage "Suzuki" disparaît des flancs de carénage au profit du monogramme stylisé en "S", la commande des phares en guidon droit disparaît pour un allumage systématique lié au contact, ainsi qu'une modification de la cartographie apportant plus de souplesse à bas régimes.
- 2005 : Le cadre et le bras oscillant passent en noir satiné et les pièces de carrosserie latérales en noir brillant à l'instar du garde-boue avant et de la tête de fourche.
- 2006 : un nouveau coloris marque ce millésime, le rouge métallisé.
- 2007 : Les cabochons de clignotants passent en blanc avec ampoules orange, la poignée de maintien passager (porte-bagages) passe en noir satiné et des protèges-cadre sont apposés au-dessus des repose-pieds avant. Nouveaux coloris dans la gamme avec le noir et un bleu roi.

Après 2007, le DL 1000 disparaît du catalogue Suzuki pour l'Europe, ne satisfaisant plus aux normes émissions polluantes.

## Kawasaki 1000 KLV
En 2004, la DL1000 V-Strom est également apparue dans le catalogue Kawasaki (livrée à cette marque par Suzuki) sous le nom de KLV 1000 et sous un coloris unique : orange vif. Pour autant, la plaque identificatrice de cadre de ce KLV mentionne bien « Suzuki Motor Corporation ».
D'un premier coup d’œil, elle se différencie de la Suzuki de par sa couleur orange. Elle ne se situe que dans la fourchette 2004 - 2006 et n'a subi aucune évolution.
Le cadre et le bras oscillant sont "noir satiné" et les pièces de carrosserie latérales, "noir brillant", ce qui le différencie visuellement d'une V-strom du même millésime qui lui, a conservé son cadre brut, gris alu (2004). Ce dernier adoptera une partie du look KLV à partir de 2005 mais le KLV se différenciera toujours par une poignée passager noir satiné et toujours sa teinte si controversée.  L'adoption de ce dernier détail de poignée par le 1000 V-Strom, se fera à partir de 2007 alors que le KLV aura disparu du catalogue Kawasaki.
Le KLV a bénéficié dès sa sortie en 2004 d'une cartographie d'injection évoluée, offrant plus de souplesse que sa jumelle Suzuki de 2002 et 2003.